# František Dvořák (odsouzený v politickém procesu)
František Dvořák (1914 – ?) byl český rolník odsouzen v prvním ze tří politických procesů v rámci Akce Kluky.

## Život
František Dvořák pocházel z rodiny středního rolníka a po válce si zabral usedlost v Břehoryjích na Litoměřicku o výměře 13 ha, kde až do roku 1948 hospodařil. Mezi roky 1940–1943 pracoval jako vedoucí hospodářství farního úřadu ve Mšeně u Mělníka. V letech 1945–1948 byl pak členem strany národně socialistické, ale politicky se neangažoval. 
Pro svůj nesouhlas s vládní komunistickou stranou po únorovém puči byl v roce 1948 vyčleněn z obce Břehoryje a přestěhoval se do obce Kluky, kde si pronajal statek o velikosti 43 ha. Své hospodářství v roce 1951 však jako mnoho jiných předal ČSSS a sám nastoupil u ČSSS jako zaměstnanec a později správce hospodářství Katusice (Mladoboleslavsko). I přesto se však nevyhnul perzekuci v rámci politického procesu Akce Kluky.
Obviněn byl za členství v protistátní skupině, jejímž cílem bylo podle soudního zápisu „zorganizovat spiknutí k provedení zvratu poměrů v našem státě“. V květnu 1953 byl za toto vykonstruované spiknutí odsouzen na 15 let odnětí svobody. Na svobodu se však dostal 10. května 1960 v rámci velké amnestie prezidenta Antonína Novotného.